# Bogève
 Bogève  (en francoprovenzal Bogéva) es una comuna y población de Francia, en la región de Auvernia-Ródano-Alpes, departamento de Alta Saboya, en el distrito de Thonon-les-Bains y cantón de Boëge.
Su población en el censo de 1999 era de 830 habitantes.
Aunque no está integrada en ninguna Communauté de communes u organismo similar, está adherida al sindicato intercomunal SIVOM de la Vallée Verte.

## Demografía
| 430 | 423 | 454 | 490 | 675 | 830 |
| Para los censos de 1962 a 1999 la población legal corresponde a la población sin duplicidades (Fuente: INSEE [Consultar]) |     |     |     |     |     |